# 奥克兰理工大学
奥克兰理工大学（英文：Auckland University of Technology，縮寫：AUT；毛利語：Te Wānanga Aronui o Tāmaki Makau Rau）前身为创立于1895年的奥克兰理工学院。

## 历史
于2000年申请正式成为八所国立大学之一，也是纽西兰最年轻的大学。最初成立于1895年的奥克兰理工学院，在开始之初，只提供夜校课程。全日制课程开始于1906年。学院于1913年改名为 Seddon 纪念工艺学院。并于1960年再次更名为奥克兰工艺学院名称。最终与1989年改名为奥克兰理工学院。现在的名称为学校于2000年正式升格为国立大学之后更改。

## 排名
在2021年Times Higher Education排名里，奥克兰理工大学被排为新西兰第三位。在2021年QS世界大學排名里，奥克兰理工大学被排为新西兰第八位。
根據QS世界大學科目排名：

Art & Design: 51

Hospitality & Leisure Management: 51 

Accounting and Finance: 101 

Computer and Information Systems: 201 

Social Sciences and management: 248 

Arts and Humanities: 289 

Engineering and Technology: 364

## 学校人数
在2005年，有22,111名注册学生（包括了证书课程和文凭课程以及兼职学生）。其中14,751名全日制学生，女性学生比例约占63％。有3789名国际留学生在2004年度。 并且学校拥有1,145名教学人员于2005年度（2004年度为945名全职教学人员），以及795名全日制管理和后勤人员。

## 校区
奥克兰理工大学拥有3个校区—Wellesley校区（位于市中心,與奧克蘭大學最近的距離只是門對街口）, Akoranga校区（位于北岸市，是以體育、教育和復健系為主）和 Manukau校区（位于奥克兰南部）。奥克兰理工大学同时也拥有自己的科技园位于Penrose,位于奥克兰南部。同时学校也在最近於北岸市靠近Albany的地方建立了第四个區域來當作體適能研究以及國家專業體育人才培育的研究中心。

## 外部連結
- AUT网站 （页面存档备份，存于）